# Лесное (Полтавская область)
Лесное (укр. Лісне) — село,
Сухиновский сельский совет,
Кобелякский район,
Полтавская область,
Украина.
Код КОАТУУ — 5321886503. Население по переписи 2001 года составляло 389 человек.

## Географическое положение
Село Лесное находится в 3-х км от левого берега реки Ворскла,
на расстоянии в 3 км расположен город Кобеляки, в 0,5 км — село Сухиновка.
Село окружено большим количеством озёр, старых русел реки Ворскла.
Рядом проходит автомобильная дорога Р-52.

## История
Есть на карте 1869 года как хутор без названия

## Экономика
- Молочно-товарная и овце-товарная фермы.